# Erzbischöfliches St.-Angela-Gymnasium (Bad Münstereifel)
Das St.-Angela-Gymnasium ist eine staatlich anerkannte, freie katholische Schule in der Trägerschaft des Erzbistums Köln. Die Schule liegt in Bad Münstereifel, wo sie und das städtische St. Michael-Gymnasium die beiden Gymnasien vor Ort sind. Das St.-Angela-Gymnasium ist auch für Schüler anderer Konfessionen offen und vermittelt die gleichen Abschlüsse, die auch jedes andere Gymnasium anbietet.

## Schulgeschichte
Die Schule hat eine über 400-jährigen Bildungstradition. 1594 stiftete die Münstereifeler Bürgerin Margaretha Lynnerie ein Institut zur Mädchenerziehung und legte damit den Grundstein zu einer alle Wechselfälle der Geschichte überstehenden privaten Bildungsanstalt. Schwestern des ebenfalls im 16. Jahrhundert von Angela Merici gegründeten und sich durch zahlreiche Klostergründungen weit verbreitenden Ursulinenordens übernahmen später die Stiftung und unterhielten die Mädchenbildung bis zum Jahre 1969, in dem die seit dem Schuljahr 1957/58 als "Neusprachliches St. Angela-Gymnasium für Mädchen" arbeitende Schule vom Erzbistum Köln übernommen wurde. Mit dieser Übernahme begann auch die Koedukation der Internatsschule, mit der das ebenfalls übernommene St.-Angela-Internat der Ursulinen und das seit 1856 bestehende Erzbischöfliche Jungeninternat Collegium Josephinum (Konvikt) in Bad Münstereifel bis zu deren Zusammenlegung im Jahre 1995 bzw. Schließung im Jahre 1997 zusammenarbeiteten.
Im September 1977 wurde der Schulneubau des „Erzbischöflichen St.-Angela-Gymnasiums für Jungen und Mädchen“ und im Januar 2005 wurde der Anbau und die neue Kapelle durch Kardinal Joachim Meisner eingeweiht.

## Differenzierte Mittel- und Oberstufe
In der Mittelstufe besteht über die Wahlmöglichkeit einer dritten Fremdsprache hinaus ein Angebot von teilweise fächerübergreifenden Kursen aus dem gesellschaftswissenschaftlichen und dem mathematisch-naturwissenschaftlichen Bereich (auch Informatik und Ernährungslehre).
In der Oberstufe bilden neben den Naturwissenschaften die Geistes- und Gesellschaftswissenschaften einen deutlichen Schwerpunkt im breit gefächerten Kanon der Grund- und Leistungskurse.
Im sprachlich-literarisch-künstlerischen Bereich kann anstelle von Kunst oder Musik auch Literatur belegt werden.

## Schulpartnerschaften
Die Schule pflegt Partnerschaften und führt Schüleraustauschprogramme mit Schulen in Frankreich (Fougères, Bretagne) und der Tschechischen Republik (Prag) durch.

## Förder- und Ehemaligenverein
Die Arbeit der Schule erfährt Unterstützung durch den Förderverein der Schule und den gemeinsamen Ehemaligenverein "Verein Alter Münstereifeler" (VAMÜ) der beiden Gymnasien in Bad Münstereifel.

## Verkehrsanbindung
Durch die Erfttalbahn (Bad Münstereifel – Euskirchen – Bonn), das öffentliche Busnetz und den trägereigenen Schülertransport im Raum Mechernich ist eine Verkehrsanbindung gegeben.